# Carole Toh Irika
Carole Toh Irika es una deportista marfileña que compitió en taekwondo. Ganó dos medallas en el Campeonato Africano de Taekwondo, en los años 2009 y 2010.

## Palmarés internacional
| Campeonato Africano | Campeonato Africano | Campeonato Africano | Campeonato Africano |
| Año                 | Lugar               | Medalla             | Categoría           |
| ------------------- | ------------------- | ------------------- | ------------------- |
| 2009                | Yaundé (Camerún)    | Medalla de oro      | –62 kg              |
| 2010                | Trípoli ()          | Medalla de bronce   | –62 kg              |